# Calacadia
Calacadia là một chi nhện trong họ Amphinectidae. De soorten komen voor in Chile.

## Soorten
- Calacadia ambigua (Nicolet, 1849)
- Calacadia chilensis Exline, 1960
- Calacadia dentifera (Tullgren, 1902)
- Calacadia livens (Simon, 1902)
- Calacadia osorno Exline, 1960
- Calacadia radulifera (Simon, 1902)
- Calacadia rossi Exline, 1960